# 本間欧彦
本間 欧彦（ほんま おうひこ、1957年（昭和32年）12月25日 - ）は、日本のテレビプロデューサー、実業家。北海道文化放送常務取締役。

## 人物
北海道札幌市出身。札幌市立啓明中学校、北海道札幌南高等学校、慶應義塾大学文学部を卒業。
1980年（昭和55年）フジテレビに入社。営業局、報道局を経て、1987年に第一制作部（現在のドラマ制作センター）に異動。以後、『東京ラブストーリー』や『白線流し』などのヒット作を手掛ける。
2011年（平成23年）6月、北海道文化放送の取締役編成局長に就任し、2013年6月より常務。

## 家族
2003年（平成15年）7月11日、自身がプロデュース・演出を手がけた『スチュワーデス刑事』シリーズで主演を務めた女優の財前直見と再婚、2006年12月に長男が誕生したが、2012年8月に離婚したことが明らかになった。

## ルーツ
佐渡にルーツを持っている北海道増毛郡増毛町の造り酒屋「国稀酒造」創業家の出身。遠縁には同じく佐渡にルーツを持っている北海道苫前郡羽幌町に所在の造り酒屋「藤見酒造」もある。元々「本間」は佐渡に多い苗字である。
戦前は藤見酒造が国内最北の造り酒屋であったが、現在は国稀酒造が国内最北である。曾祖父の本間貞吉が起こした増毛無尽会社はその後札幌信用金庫（2018年に合併し、現在は北海道信用金庫）となり、祖父の本間貞雄が理事長をしていた時代に道内一の信用金庫となった。増毛の本間家からは国内初の点字図書館を創立した本間一夫も出ている。

## 手掛けたドラマ
監督・演出・プロデューサー
- 時には母のない子のように（1988年）
- フローズンナイト〜凍てつく真夏の夜〜（1989年）
- 001は愛しの番号（1989年）
- ハートにブルーのワクチン（1989年）
- 世界で一番君が好き!（1990年）
- 日本一のカッ飛び男（1990年）
- すてきな片想い（1990年）
- 東京ラブストーリー（1991年）
- 愛と悲しみのキャッチホン（1991年）
- 世にも奇妙な物語（2）「19XX」（1991年）
- 逢いたい時にあなたはいない…（1991年）
- その時、ハートは盗まれた（1992年）
- さよならをもう一度（1992年）
- 悲しいほどお天気（1992年）
- 夏子の酒（1994年・総集編も担当）
- 君といた夏（1994年）
- 家族の食卓'95新春ドラマスペシャル（1995年）
- 息子よ甦れ!!（1995年）
- Mrs.ミセスシンデレラ（1997年）
- WITH LOVE（1998年）
- 鬼の棲家（1999年）
- JJ ma-ma! Yuko Asano's sit-com-show（2000年）
- ラブ・レボリューション（2001年）
- ソナギ〜雨上がりの殺意（2002年）
- スチュワーデス刑事シリーズ（1997年～2006年）
- 白線流し（連続ドラマシリーズ・1996年）
- 白線流しスペシャル
  - 19の春（1997年）
  - 二十歳の風（1999年）
  - 旅立ちの詩（2001年）
  - ～二十五歳（2003年）
  - ～夢見る頃を過ぎても（2005年）

協力
- 二千年の恋（2000年）

企画協力
- キャビンアテンダント刑事〜ニューヨーク殺人事件〜[6]（2014年）

演出補助・プロデュース補
- 同級生（1989年）
- 窓を開けますか?（1988年）

## 受賞歴
1996年
- 第8回ザテレビジョンドラマアカデミー賞 監督賞（木村達昭､岩本仁志と共に）（『白線流し』）